# بيتر فاريلي
بيتر فاريلي (مواليد 17 ديسمبر 1956) هو مخرج، سيناريست ومنتج أمريكي، اشتهر لإخراجه الأفلام الكوميدية مثل الغبي والأغبى، الكتاب الأخضر، أنا - نفسي وآيرين، هال السطحي وهناك شيء ما عن ماري.

## أعمال

### أفلام
- ريكي ستانيكي (2024)

## روابط خارجية
- بيتر فاريلي على موقع IMDb (الإنجليزية)
- بيتر فاريلي على موقع مونزينجر (الألمانية)
- بيتر فاريلي على موقع ألو سيني (الفرنسية)
- بيتر فاريلي على موقع أول موفي (الإنجليزية)
- بيتر فاريلي على موقع قاعدة بيانات الأفلام السويدية (السويدية)
- بيتر فاريلي على موقع إن إن دي بي (الإنجليزية)
- بيتر فاريلي على موقع قاعدة بيانات الفيلم (الإنجليزية)
- بيتر فاريلي على موقع كينوبويسك (الروسية)